# Hamburg-Heimfeld

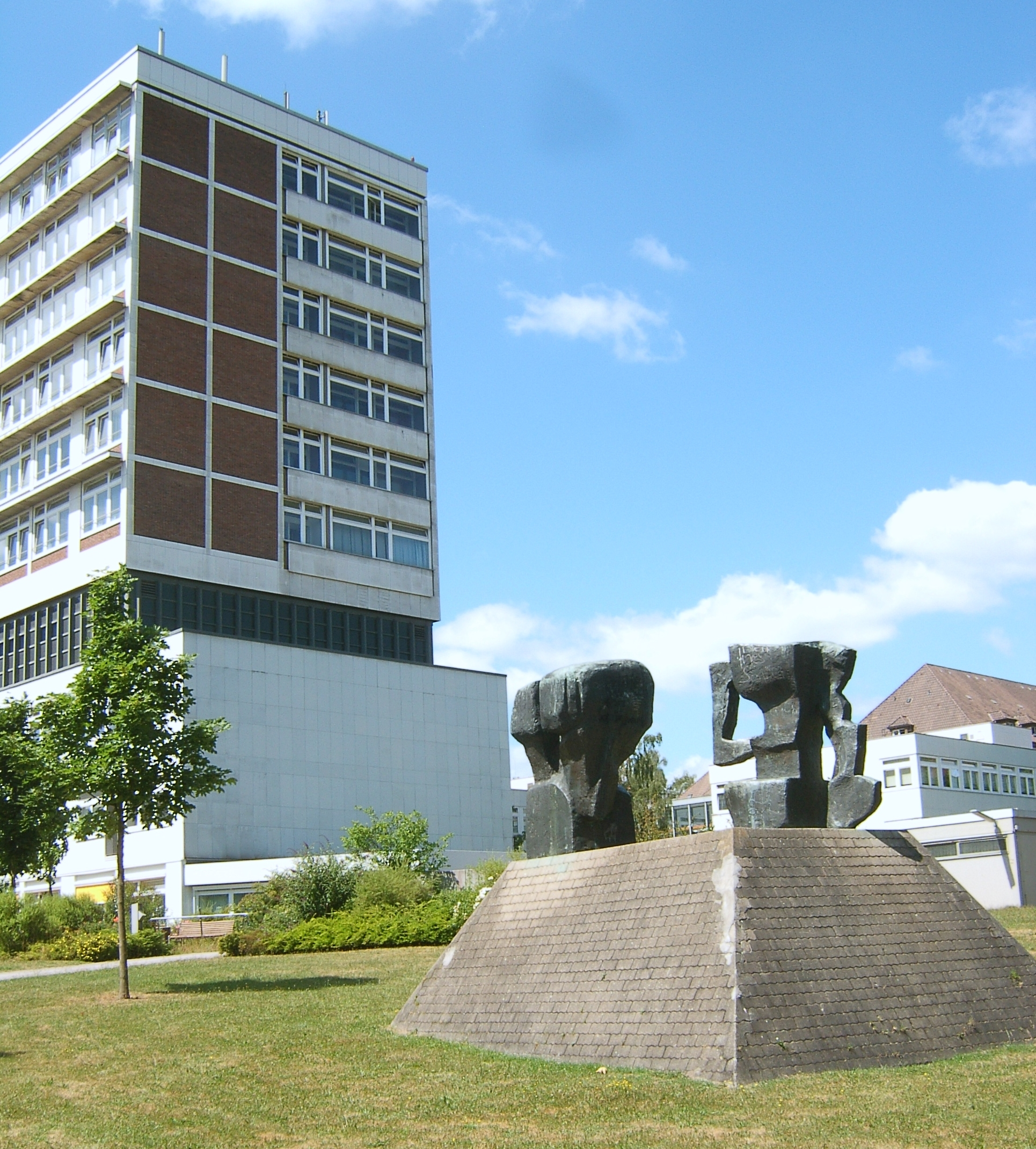
Ziekenhuis : Asklepios Klinik Harburg

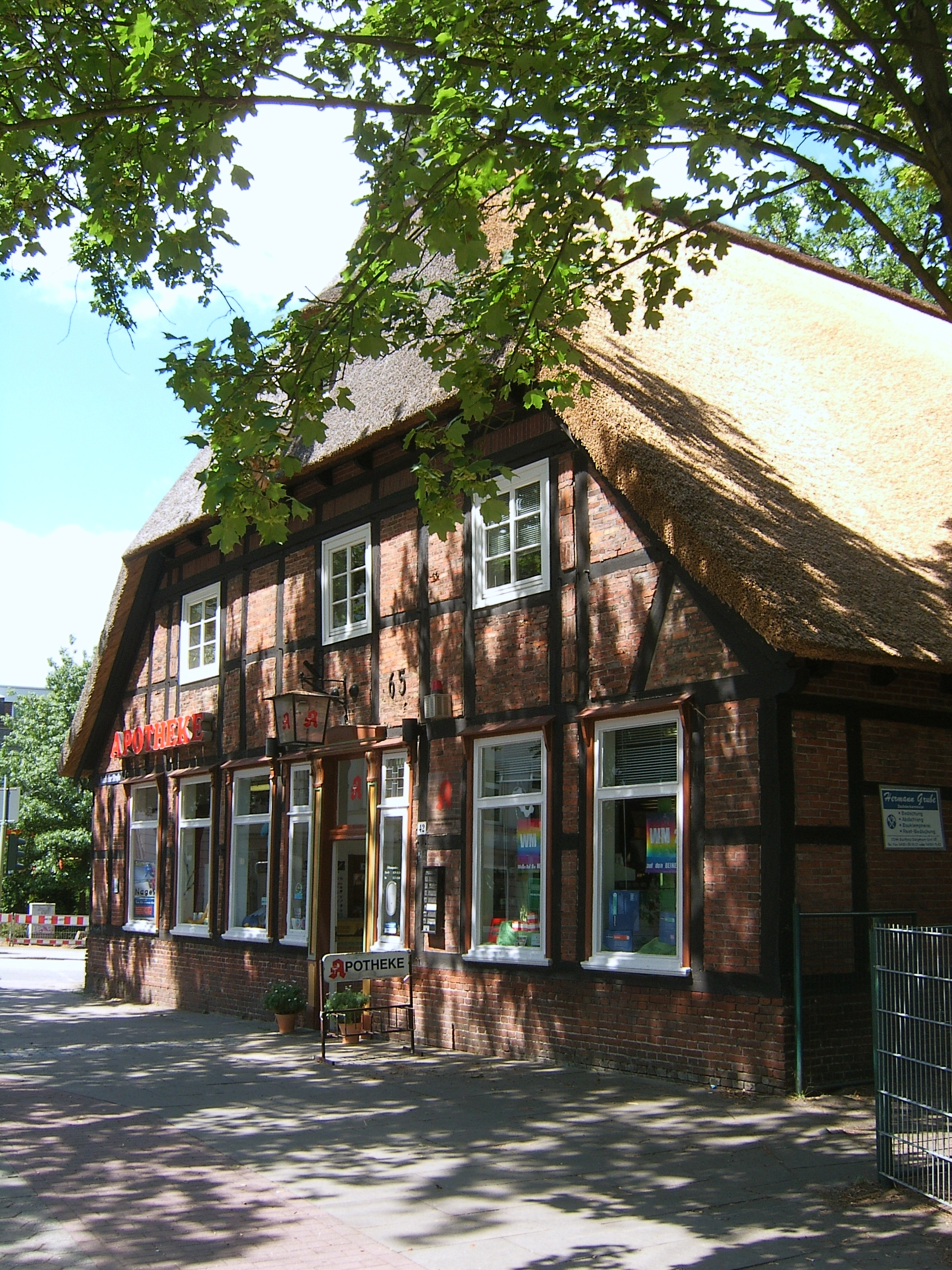
Heimfelds oudste huis: Heimfelder Str. 42

 Heimfeld  is een stadsdeel (‘’Stadtteil’’) van Hamburg in het district Hamburg-Harburg.

## Geografie
Heimfeld komt in het noordoosten tot in het zeehavengebied en grenst in het zuidwesten aan Nedersaksen.

## Geschiedenis
De nederzetting ontstond bij een voorburcht van het Harburger Schloss die in opdracht van Otto I van Brunswijk-Harburg werd aangelegd.
In 1888 werd het dorp een deel van de stad Harburg, die in 1937 werd samengevoegd met de stad Hamburg.
Begin 20e eeuw was dit hoofdzakelijk landbouwgebied. Dan ontstonden in het westen villawijken en in het oosten dichte stedelijke bebouwing.
Tijdens de Tweede Wereldoorlog werd het door de talrijke bombardementen grotendeels vernield.
In Heimfeld bevonden zich enkel grote kazernen, die allemaal verdwenen zijn.

## Verkeer
Heimfeld heeft een S-Bahnstation ( lijn S3).
Heimfeld wordt doorkruist door de Bundesautobahn 7 ( uitrit 32) en de Bundesstrasse 73